# Provincia di Mascara
La provincia di Mascara o di Muaskar  (in arabo ولاية معسكر) è una delle 58 province (wilaya) dell'Algeria. Prende il nome dal capoluogo Mascara. Altre città importanti della provincia sono Mohammadia, Sig, Tighennif, Aouf e El Gaada.

## Popolazione
La provincia conta 784.073 abitanti, di cui 398.767 di genere maschile e 385.306 di genere femminile, con un tasso di crescita dal 1998 al 2008 dell'1.5%.

## Amministrazione
La Provincia di Mascara è suddivisa in 16 distretti, a loro volta suddivisi in 46 comuni.

1. Distretto di Aïn Fares•
2. Distretto di Aïn Fekan•
3. Distretto di Aouf•
4. Distretto di Bou Hanifia•
5. Distretto di El Bordj•
6. Distretto di Ghriss•
7. Distretto di Hachem•
8. Distretto di Mohammadia•
9. Distretto di Oggaz•
10. Distretto di Oued El Abtal•
11. Distretto di Oued Taria•
12. Distretto di Sig•
13. Distretto di Tighennif•
14. Distretto di Tizi•
15. Distretto di Zahana
16. Distretto di Mascara•

| Distretti     | Comuni                                                                         |
| ------------- | ------------------------------------------------------------------------------ |
| Aïn Fares     | Aïn Fares · Mamounia                                                           |
| Aïn Fekan     | Aïn Fekan · Aïn Fras                                                           |
| Aouf          | Aouf · Gharrous · Beniane                                                      |
| Bou Hanifia   | Bou Hanifia · El Guettana · Hacine                                             |
| El Bordj      | El Bordj · Khalouia · El Menaouer                                              |
| Ghriss        | Ghriss · Makdha · Matemore · Sidi Boussaid · Maoussa                           |
| Hachem        | Hachem · Zelmata · Nesmoth                                                     |
| Mascara       | Mascara                                                                        |
| Mohammadia    | Mohammadia · El Ghomri · Ferraguig · Mocta Douz · Sedjerara · Sidi Abdelmoumen |
| Oggaz         | Oggaz · Alaïmia · Ras El Aïn Amirouche                                         |
| Oued El Abtal | Oued El Abtal · Aïn Ferah · Sidi Abdeldjebar                                   |
| Oued Taria    | Oued Taria · Guerdjoum                                                         |
| Sig           | Sig · Chorfa · Bou Henni                                                       |
| Tighennif     | Tighennif · Sidi Kada · Sehailia                                               |
| Tizi          | Tizi · Froha · El Keurt                                                        |
| Zahana        | El Gaada · Zahana                                                              |